# Station Jussy
Station Jussy is een spoorwegstation in de Franse gemeente Jussy.
Sinds de sluiting dienen de reizigers zich naar het Station Flavy-le-Martel te begeven. zij kunnen daarvoor gebruikmaken van de "Taxi TER".